# 百里镇
百里镇，是中华人民共和国安徽省安庆市太湖县下辖的一个乡镇级行政单位。

## 行政区划
百里镇下辖以下地区：
虹桥社区、吴畈村、共和村、叶河村、叶榜村、东口村、大竹村、南斗村、松泉村和柳青村。